# استوارت کری ولش
استوارت کری ولش جونیور (۲ آوریل ۱۹۲۸ – ۱۳ اوت ۲۰۰۸) محقق آمریکایی و کیوریتور هنر هندی و اسلامی بود. وی نویسنده و مترجم کتاب‌های متعددی از هنر ایرانی نظیر نقاشی ایرانی: پنج نسخه خطی سلطنتی صفوی قرن شانزدهم و شاهنامه تهماسبی بوده است.